# Nyctemera semperi
Nyctemera semperi là một loài bướm đêm thuộc phân họ Arctiinae, họ Erebidae.